# 王清 (五代)
王清（894年—946年12月31日），字去瑕，洺州曲周县（今河北省曲周县）人，五代十国政治人物。
王清世代务农，年轻时以勇力端厚知名。初应募至军，唐明宗用为小校，官至宁卫指挥使。后晋高祖石敬瑭即位，加官检校刑部尚书。跟随楊光遠在鄴都平定范延光，改任奉國軍都虞候。参与平定襄州安从进，加官金紫光禄大夫、领溪州刺史。开运年间随杜重威北征，加检校司徒。杜重威收复瀛州时，王清被契丹军所包围。王清率兵突围，杜重威犹豫不进，王清力战阵亡。

## 延伸阅读
[在维基数据编辑]
 《舊五代史·卷95》
 《新五代史·卷33》